# تیموتی گایتنر
تیموتی فرانتز گایتنر (به انگلیسی: Timothy F. Geithner) یک سیاست‌مدار اهل ایالات متحده آمریکا است که در کابینه باراک اوباما، پست وزارت خزانه داری ایالات متحده آمریکا را برعهده داشت.
گایتنر در سالهای ۱۹۸۱ و ۱۹۸۲ در دانشگاه‌های شهر پکن به مطالعه در خصوص زبان ماندارین مشغول بود.
وی در سال ۱۹۸۳ در رشته مطالعات دولتی و آسیایی از کالج دارتموث مدرک کارشناسی دریافت کرد. سپس در سال ۱۹۸۵ در رشته اقتصاد بین‌الملل و مطالعات آسیای شرقی از دانشگاه جانز هاپکینز مدرک کارشناسی ارشد گرفت.
او از سال ۲۰۰۳ تا ۲۰۰۹ میلادی رئیس فدرال رزرو در نیویورک بود.

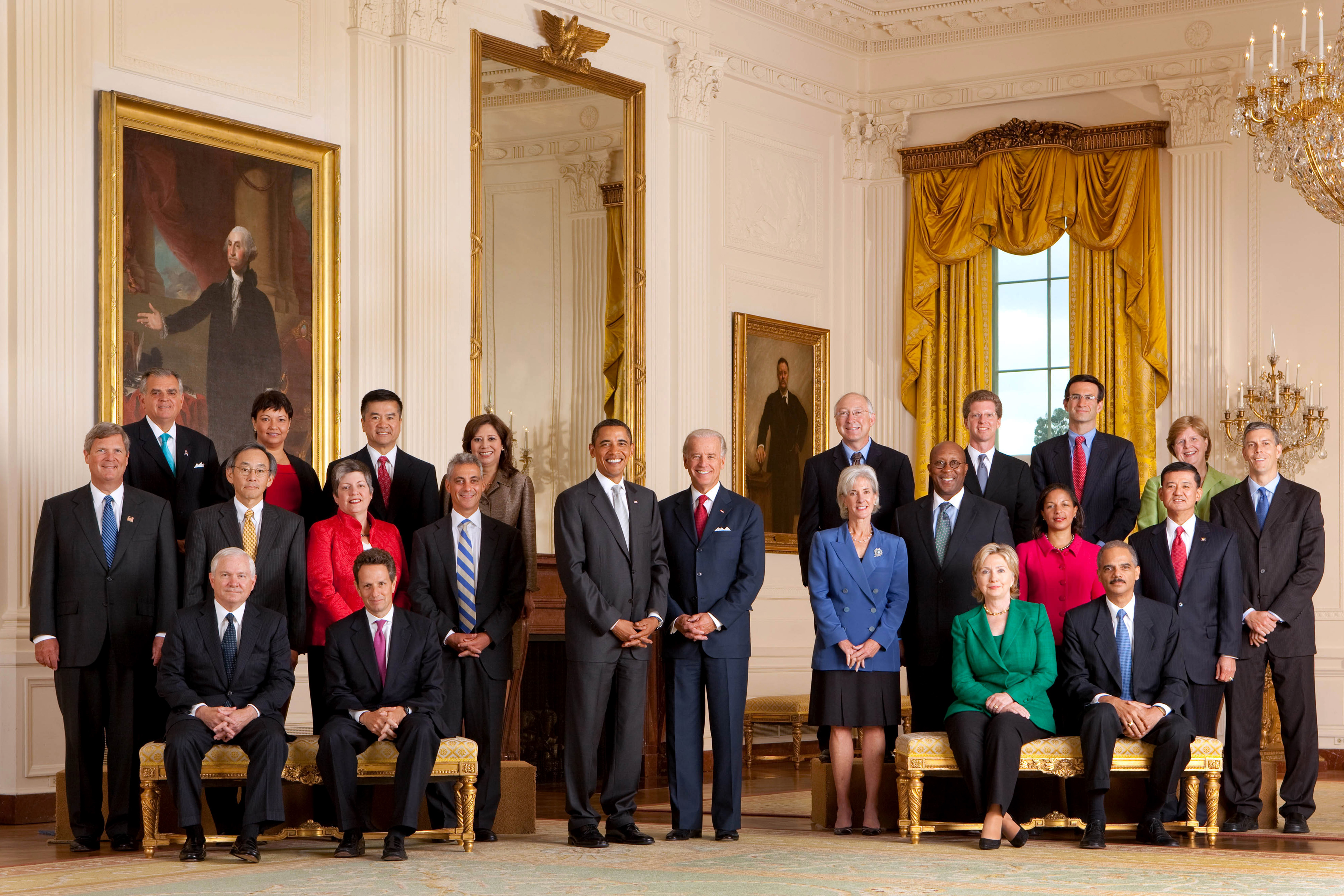
کابینه اول باراک اوباما، رئیس جمهوری آمریکا، در اتاق شرقی سال ۲۰۰۹ ردیف اول ایستاده از چپ به راست: ری لحود، لیسا جکسون، گری لاک، هیلدا سولیس، باراک اوباما، جو بایدن، کن سالازار، شان داناون، پیتر اورزاگ، کریستینا رومر، آرنی دانکن ردیف دوم ایستاده: تام ویلساک، استیون چو، جنت ناپالیتانو، رام امانوئل، کاتلین سیبیلیوس، ران کرک، سوزان رایس، اریک شینسکی ردیف سوم نشسته: رابرت گیتس، تیموتی گایتنر، هیلاری کلینتون، اریک هولدر